# Unknown Soldier
Unknown Soldier è l'album d'esordio del gruppo musicale finlandese Warmen, side project del tastierista dei Children of Bodom Janne Wirman. Oltre ai membri della band, nell'album sono presenti degli ospiti, come Jari Kainulainen (Stratovarius), Roope Latvala, che all'epoca non era ancora parte dei Children of Bodom e Kimberly Goss (Sinergy). L'album è interamente strumentale, a parte le due tracce Devil's Mistress e Fire Within.

## Tracce
1. Introduction
2. The Evil That Warmen Do
3. Devil's Mistress
4. Hopeless Optimism
5. Unknown Soldier
6. Fire Within
7. Warcry of Salieri
8. Into the Oblivion
9. Piano Intro To
10. Teasure Within
11. Soldiers of Fortune
12. Dead Reflection (Japanese bonus track)

## Formazione
- Janne Warmen - tastiere
- Sami Virtanen -  chitarra
- Mirka Rantanen - batteria

Session member
- Jari Kainulainen - basso
- Roope Latvala - chitarra
- Kimberly Goss - voce